# 2021년 러시아-미국 정상회담

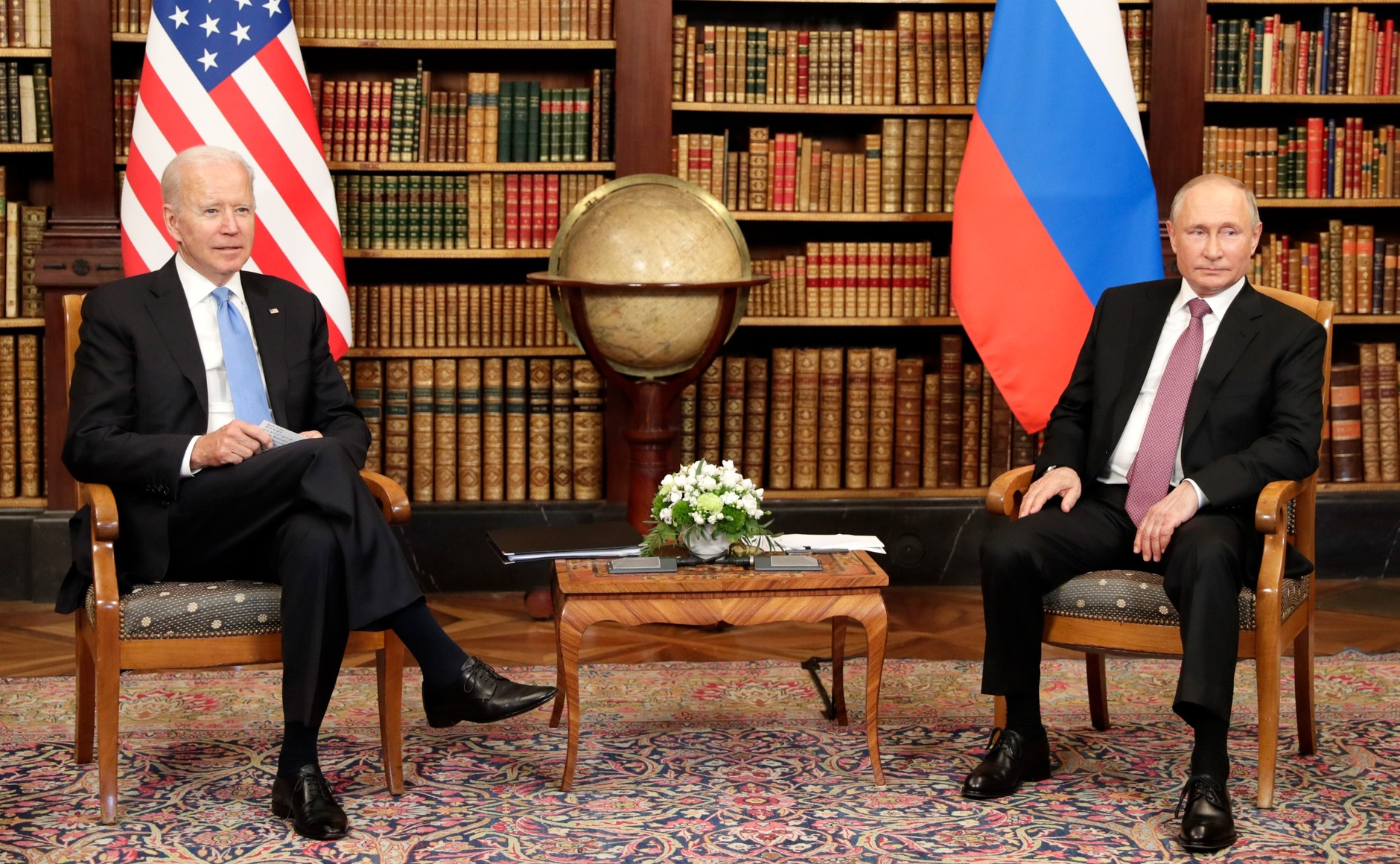

2021년 러시아-미국 정상회담 또는 제네바 2021 또는 바이든-푸틴 정상회담은 2021년 6월 16일 스위스 제네바에서 조 바이든 미국 대통령과 블라디미르 푸틴 러시아 대통령 간의 정상회담이다.

## 역사
냉전 기간 동안 미국과 러시아 사이에 두 차례의 정상회담이 제네바에서 열렸다. 1955년 7월, 영국, 프랑스, 소련, 미국의 지도자들은 세계 안보에 대해 논의했다. 1985년 11월에는 로널드 레이건 미국 대통령과 미하일 고르바초프 소련 서기장이 이곳에서 만나 외교관계와 핵무기 문제를 논의하기도 했다.

## 같이 보기
- 데탕트
- 조 바이든 정부